# Алберт фон Мьорсберг
Алберт II фон Мьорсберг (на немски: Adalbert II von Mörsberg; * ок. 1070; † между 1124 и 30 август 1125) е фогт на манастирите Алерхайлиген в Шафхаузен и Швабенхайм при Бад Кройцнах, граф на Дил (Хунсрюк, Рейнланд-Пфалц) и Мьорсберг в Елзас (1105), също собственик на дворец Мьорсбург и на църквата „Илнау“ при Винтертур (1111) в Швейцария.
Той е от Графство Неленбург, син на Еберхард VII фон Неленбург господар на Бургайн, убит в битката при Хомбург на Унструт, Хоенберг († 1075), и съпругата му, дъщеря на граф Еберхард V фон Неленбург и Цюрихгау († 1075) и Ида фон Алсхаузен. Внук е на граф Еберхард VI фон Неленбург († 1078/1080). Чичо му Удо фон Неленбург е архиепископ на Трир (1066 – 1078). Брат е на Дитрих фон Бюрглен († ок. 1108), граф на Неленбург 1105/1106 г., основава 1080 г. манастир „Св. Агнес“ в Шафхаузен.
Чрез женитбата на Алберт с Мехтхилд фон Бар-Мусон-Мьомпелгард († 1110), дъщеря на граф Дитрих от Мусон и Ерментруда Бургундска, наследничка на графството Мьомпелгард, той получава след смъртта на тъста му през 1105 г. замък Мьорсберг при Пфирт в Елзас и се нарича „граф фон Морисберк“.
След смъртта на чичо Бурхард III фон Неленбург през 1105/1106 г. без мъжки наследници, по-големият му брат граф Дитрих фон Бюрглен получава фамилния замък и титлата граф фон Неленбург. Алберт получава голяма част от собствеността като замък Дил в Хунсрюк с манастир Швабенхайм при Кройцнах, собственост в Спонхайм, Хам (Айфел), Кастелаун и други. През 1107 г. той е доказан като граф на Дил..
Братовчед му Бруно фон Лауфен е 1102 – 1124 г. архиепископ на Трир.
Чрез женитбата на дъщеря му Мехтилд фон Мьорсберг 1118 г. с граф Мегинхард фон Спонхайм големи части от графство Неленбург отиват на него и така се създава Графство Спонхайм.

## Фамилия
Алберт фон Мьорсберг се жени за Матилда фон Бар-Мусон († 1110) от Дом Скарпон, дъщеря на граф Дитрих от Мусон (1045 – 1105) и Ерментруда Бургундска († сл. 8 март 1105), дъщеря на граф Вилхелм I от Бургундия. Те имат децата:
- Ирментруд, монахиня в Св. Агнес, Шафхаузен
- Мехтилд фон Мьорсберг († между 12 март 1152 и 1180), омъжена I. пр. 24 февруари 1118 г. за граф Мегинхард I фон Спонхайм-Мьорсберг (Моримонт) († ок. 1135), II. за граф Адалберт I фон Кибург-Дилинген († 12 септември 1151)